# 43
43 је била проста година.

## Догађаји
- Википедија:Непознат датум — Код Рутупија на источној обали Кента искрцавањем четири легије и 20.000 помоћних трупа под Аулом Плауције започиње римско освајање Британије. Плауције побеђује бритске снаге под краљевима Каратаком и Тогодумном на реци Медвеј и Темзи. Након што је застао на Темзи, чека појачање код Клаудијем које потом маршира на Камулодунум. Једанаест бритских краљева, укључујући поглаваре племена Бриганти и Ицени, се предаје без борбе. Генерал Веспазијан је послат да покори племена на југозападу.
- Википедија:Непознат датум — Основано насеље Лондиниум, претеча града Лондона (Енглеска);
- Википедија:Непознат датум — Битка на Медвеју